# 中國香港冰球協會
中國香港冰球協會是管理香港冰球事務的組織，為國際冰球聯合會的註冊正式會員，以及中國香港體育總會暨奧林匹克委員會的會員。冰協成立於1980年，旨在進一步發展和推廣香港的冰球運動。

## 事件
2021年9月，據《南华早报》報道，前冰球教练和球员曾多次向康文署投訴该协会。他们指责协会在治理方面缺乏透明度，以及協會主席与协会之间存在利益冲突，导致冰球这项运动在香港的发展受到阻碍。部分受访者声称，他们从1990年代起就对该协会感到沮丧，而向康文署的投訴并没有解决任何问题。
2023年2月28日，冰球協會參加世界冰球錦標賽第三級別賽事中播放中國國歌。4月4日，港協暨奧委會就啓動暫停香港冰球協會會員資格的相關程序，要求冰協於一個月內就其未能按指引對國歌予以莊嚴的處理提交全面的書面解釋，否則暫停冰協會員資格。冰協回應稱，會應要求交報告，惟強調一直有按港協指引，以莊嚴方式處理國歌，指港協質疑「成績並不突出」，又強調其一直「無間斷」回應港協，否認港協所指般迴避回應，「只感到處理這次事件的港協人員，一直希望證明只有冰球協會有錯，而沒有認真看待港協自身在事件上的角色和責任」。冰協又承認當時未能成功與主辦單位檢查國歌，而未有後備方案去避免事件發生，雖指引並無就有關情況給予指示，但冰協已多次致歉。波斯尼亞和黑塞哥維那冰球協會回覆傳媒查詢時指，賽前已接收來自港隊領隊關婉儀提交、載有中國國歌檔案的USB手指，但技術人員自行透過YouTube搜尋，強調事件屬處理音響的技術人員的無心之失，亦與港隊管理層無關。有冰協港隊隊員認為，今次是主辦方出錯，但冰協受到牽連或被懲罰是不合理。

## 外部連結
- Hong Kong （页面存档备份，存于）